# Nuoto ai Giochi della XXIV Olimpiade - 100 metri farfalla maschili

## Record
Prima di questa competizione, il record del mondo (WR) e il record olimpico (OR) erano i seguenti.
| Record mondiale | 52"84 | Pablo Morales Stati Uniti    | 23 giugno 1986 Orlando, Stati Uniti     |
| Record olimpico | 53"08 | Michael Gross Germania Ovest | 31 luglio 1984 Los Angeles, Stati Uniti |

Durante l'evento è stato migliorato il record olimpico:
| Data         | Evento | Atleta        | Nazione    | Tempo | Record          |
| ------------ | ------ | ------------- | ---------- | ----- | --------------- |
| 21 settembre | Finale | Anthony Nesty | Costa Rica | 53"00 | Record olimpico |

## Batterie
Si sono svolte 7 batterie di qualificazione. I primi 8 atleti si sono qualificati per la finale A (Q), i successivi 8 hanno invece disputato la finale B (q).
| #  | Batteria | Atleta                    | Nazionalità             | Tempo   | Note |
| -- | -------- | ------------------------- | ----------------------- | ------- | ---- |
| 1  | 5        | Andrew Jameson            | Gran Bretagna           | 53"34   | Q    |
| 2  | 7        | Matt Biondi               | Stati Uniti             | 53"46   | Q    |
| 3  | 6        | Anthony Nesty             | Suriname                | 53"50   | Q    |
| 4  | 7        | Michael Gross             | Germania Ovest          | 53"78   | Q    |
| 5  | 7        | Jon Sieben                | Australia               | 53"85   | Q    |
| 6  | 6        | Vadim Jaroščuk            | Unione Sovietica        | 54"17   | Q    |
| 7  | 5        | Tom Ponting               | Canada                  | 54"31   | Q    |
| 8  | 6        | Jay Mortenson             | Stati Uniti             | 54"44   | Q    |
| 9  | 7        | Benny Nielsen             | Danimarca               | 54"52   | q    |
| 10 | 5        | Anthony Mosse             | Nuova Zelanda           | 54"63   | q    |
| 11 | 5        | Vlastimil Černý           | Canada                  | 54"66   | q    |
| 12 | 5        | Zheng Jian                | Cina                    | 54"69   | q    |
| 13 | 6        | Neil Cochran              | Gran Bretagna           | 54"75   | q    |
| 14 | 7        | Hiroshi Miura             | Giappone                | 54"82   | q    |
| 15 | 5        | Rafał Szukała             | Polonia                 | 54"83   | q    |
| 16 | 5        | Shen Jianqiang            | Cina                    | 54"86   | q    |
| 17 | 7        | Martin Herrmann           | Germania Ovest          | 55"20   |      |
| 18 | 6        | José Luis Ballester       | Spagna                  | 55"27   |      |
| 19 | 7        | Frank Drost               | Paesi Bassi             | 55"38   |      |
| 20 | 4        | David Wilson              | Australia               | 55"54   |      |
| 21 | 7        | Robert Wolf               | Cecoslovacchia          | 55"73   |      |
| 22 | 6        | Leonardo Michelotti       | Italia                  | 55"83   |      |
| 23 | 6        | Konstantin Petrov         | Unione Sovietica        | 55"84   |      |
| 24 | 4        | Yukinori Tanaka           | Giappone                | 56"19   |      |
| 25 | 4        | Ross Anderson             | Nuova Zelanda           | 56"31   |      |
| 26 | 4        | Eduardo de Poli           | Brasile                 | 56"37   |      |
| 27 | 6        | Ludovic Depickère         | Francia                 | 56"47   |      |
| 28 | 5        | Valerio Giambalvo         | Italia                  | 56"57   |      |
| 29 | 2        | Reinhold Leitner          | Austria                 | 56"72   |      |
| 30 | 4        | Théophile David           | Svizzera                | 56"77   |      |
| 31 | 3        | Joseph Eric Buhain        | Filippine               | 57"17   |      |
| 32 | 3        | Wladimir Ribeiro          | Brasile                 | 57"25   |      |
| 33 | 2        | Mabílio Albuquerque       | Portogallo              | 57"30   |      |
| 34 | 1        | Paul Yelle                | Barbados                | 57"36   |      |
| 35 | 4        | Ang Peng Siong            | Singapore               | 57"41   |      |
| 36 | 3        | Theodoros Griniazakis     | Grecia                  | 57"56   |      |
| 37 | 3        | Paulo Camacho             | Portogallo              | 57"62   |      |
| 38 | 3        | Park Yeong-cheol          | Corea del Sud           | 57"74   |      |
| 39 | 3        | Tsang Yi Ming             | Hong Kong               | 57"84   |      |
| 40 | 2        | Urbano Zea                | Messico                 | 57"89   |      |
| 41 | 4        | Carlos Romo               | Messico                 | 58"04   |      |
| 42 | 2        | Pedro Lima                | Angola                  | 59"21   |      |
| 43 | 2        | Graham Thompson           | Zimbabwe                | 1'00"13 |      |
| 44 | 2        | Kristan Singleton         | Isole Vergini Americane | 1'00"97 |      |
| 45 | 2        | William Cleveland         | Isole Vergini Americane | 1'01"10 |      |
| 46 | 1        | Sergio Fafitine           | Mozambico               | 1'01"15 |      |
| 47 | 1        | Plutarco Castellanos      | Honduras                | 1'02"69 |      |
| 48 | 1        | Salam Mohamed Abdul Salam | Bangladesh              | 1'03"69 |      |
| 49 | 1        | Mohamed Bin Abid          | Emirati Arabi Uniti     | 1'06"25 |      |
| 50 | 1        | Trevor Ncala              | eSwatini                | 1'06"85 |      |
| 51 | 1        | Jorge Gomes               | Angola                  | 1'09"60 |      |
| -  | 1        | Salvador Vassallo         | Porto Rico              | DNS     |      |
| -  | 2        | Oon Jin Gee               | Singapore               | DNS     |      |
| -  | 3        | Matjaž Kozelj             | Jugoslavia              | DNS     |      |
| -  | 4        | Michael Adam              | Austria                 | DNS     |      |

## Finale B
| Posizione | Atleta          | Paese         | Tempo | Note |
| --------- | --------------- | ------------- | ----- | ---- |
| 1         | Shen Jianqiang  | Cina          | 54"52 |      |
| 2         | Anthony Mosse   | Nuova Zelanda | 54"63 |      |
| 3         | Benny Nielsen   | Danimarca     | 54"77 |      |
| 4         | Vlastimil Černý | Canada        | 54"79 |      |
| 5         | Rafał Szukała   | Polonia       | 54"80 |      |
| 6         | Hiroshi Miura   | Giappone      | 54"98 |      |
| 7         | Zheng Jian      | Cina          | 55"00 |      |
| 8         | Neil Cochran    | Gran Bretagna | 55"22 |      |

## Finale A
| Posizione | Atleta         | Paese            | Tempo | Note            |
| --------- | -------------- | ---------------- | ----- | --------------- |
| Oro       | Anthony Nesty  | Suriname         | 53"00 | Record olimpico |
| Argento   | Matt Biondi    | Stati Uniti      | 53"01 |                 |
| Bronzo    | Andrew Jameson | Gran Bretagna    | 53"30 |                 |
| 4         | Jon Sieben     | Australia        | 53"33 |                 |
| 5         | Michael Gross  | Germania Ovest   | 53"44 |                 |
| 6         | Jay Mortenson  | Stati Uniti      | 54"07 |                 |
| 7         | Tom Ponting    | Canada           | 54"09 |                 |
| 8         | Vadim Jaroščuk | Unione Sovietica | 54"60 |                 |